# Peter Hammill
Peter Joseph Andrew Hammill, född 5 november 1948 i Ealing, västra London, är en engelsk sångare och låtskrivare och grundare av progressive rock-gruppen Van der Graaf Generator. Han är mest känd för sin särpräglade sång och sina texter. Huvudinstrumenten är gitarr och piano. Han är även skivproducent för sina egna inspelningar, ibland även för andra artister. 

## Diskografi

### Studioalbum (solo)
- Fool's Mate (juli 1971)
- Chameleon in the Shadow of the Night (maj 1973)
- The Silent Corner and the Empty Stage (februari 1974)
- In Camera (juli 1974)
- Nadir's Big Chance (februari 1975)
- Over (april 1977)
- The Future Now (september 1978)
- pH7 (september 1979)
- A Black Box (augusti 1980)
- Sitting Targets (juni 1981)
- Enter K (oktober 1982)
- Loops and Reels (juni 1983)
- Patience (augusti 1983)
- Love Songs (1984)
- Skin (mars 1986)
- And Close As This (november 1986)
- In a Foreign Town (november 1988)
- Out of Water (februari 1990)
- The Fall of the House of Usher (november 1991)
- Fireships (mars 1992)
- The Noise (mars 1993)
- Roaring Forties (september 1994)
- X My Heart (mars 1996)
- Everyone You Hold (juni 1997)
- This (oktober 1998)
- None of the Above (april 2000)
- What, Now? (juni 2001)
- Clutch (oktober 2002)
- Incoherence (mars 2004)
- Singularity (december 2006)
- Thin Air (juni 2009)
- Consequences (april 2012)
- ...All That Might Have Been... (november 2014)
- From the Trees (november 2017)
- In Translation (2021)